# FC Chomutov
FC Chomutov je fotbalový klub z Chomutova hrající Českou fotbalovou ligu. Klub byl založen v roce 1920. Největším úspěchem je strávení v 2. lize v letech 2000/01, 2001/02 a 2002/03.
Historie chomutovské kopané sahá do let před první světovou válkou. V této době byl Chomutov silně německým městem. Někdy v roce 1926 byl založen v Chomutově českou menšinou fotbalový klub a nesl jméno ČSK (Český sportovní klub).
Po druhé světové válce ČSK svou sportovní činnost v Chomutově obnovil. Nicméně postupem času v rámci strukturálních změn ve společnosti převzal celou řadu jiných názvů od SPOJOCEL přes SOKOL, HUTĚ, BANÍK , SK VTŽ, SK VT, ASK VT DIOSS, FC Chomutov, s. r. o., FK Chomutov, a. s. až po opět současný FC CHOMUTOV, s.r.o.
Záznamy o činnosti původního ČSK jsou téměř mizivé a tak historie oddílu se začala psát prakticky až po roce 1945.
Do povědomí čsl. kopané se zapsal chomutovský fotbal zejména po roce 1967, kdy si vybojoval postup do tehdejší celostátní II. ligy. Před tím hrál soutěže krajského charakteru, divizi a dokonce i okresní přebor. V této době chomutovská sportovní přízeň kopané příliš nakloněna nebyla a navštěvovala sportoviště hokejistů, zápasníků a národní házené.
V letech 1968-1982 působili fotbalisté ve II. respektive ve III. národní lize a to ať již v důsledku postupů či sestupů, nebo následkem různých reorganizací soutěží.
V roce 1982, rok po předposlední reorganizaci čs. soutěží si vybojoval postup do I. ČNFL, kde po umístění na středních postech tabulky obsadil v roce 1986 2. místo, když až do samého závěru bojoval s Plzní o postup do celostátní I. ligy. Tato sezóna byla v historii oddílu nejúspěšnější.
Oddíl kopané FC Chomutov, s. r. o., má v současném okamžiku 1 družstvo dospělých, 2 družstva dorostu, 8 žákovských a 2 družstva přípravky. Letní stadion, s travnatou hrací plochou umístěný v novém sportovní areálu na Zadních Vinohradech, má kapacitu 4 800 diváků. 
V Chomutově se za sledovanou dobu vystřídala rovněž celá řada trenérů těch nejzvučnějších jmen např. Jaroslav Burg, František Ipser, Jan Kalous, František Plass, Václav Smetánka, Michal Jelínek, Ladislav Mirka, Miroslav Koubek, Přemysl Bičovský, Džimis Bekakis, Miroslav Pavlov, Václav Budka, Antonín Stehlík, Tomáš Heřman a jiní. Všichni se zasloužili svým podílem na vzestupné kvalitě chomutovské kopané.

## Mezinárodní utkání
V pondělí 15. června 1970 se v Chomutově hrálo mezinárodní přátelské utkání s belgickým týmem FC Tongeren, který vedl Josef Bican. Mužstva se rozešla nerozhodně 3:3, když i po prvním poločase byl stav vyrovnaný 2:2.

## Soupiska
| #  | Pozice | Hráč                 |
| -- | ------ | -------------------- |
| 3  | O      | Filip Schreiner      |
| 5  | Z      | Robert Hamouz        |
| 7  | Z      | Václav Černý         |
| 9  | O      | Vojtěch Kubík        |
| 10 | Z      | Daok Plangdi Wilfred |
| 11 | Z      | Tomáš Jánošík        |
| 12 | O      | Marek Chaloupka      |

| #  | Pozice | Hráč           |
| -- | ------ | -------------- |
| 17 | Ú      | Jan Kopta      |
| 20 | Z      | Daniel Kováč   |
| 22 | Ú      | Daniil Doleček |
| 27 | O      | Martin Hříbal  |
|    | B      | Radek Charvát  |
|    | O      | Radek Kibal    |
|    | Ú      | Filip Krása    |

## Umístění v jednotlivých sezonách
| Česko (2004 – současnost) |                      |            |
| Sezóna                    | Liga                 | Pozice     |
| 2003/04                   | Česká fotbalová liga | 8. místo   |
| 2004/05                   | Česká fotbalová liga | 9. místo   |
| 2005/06                   | Česká fotbalová liga | 18. místo  |
| 2006/07                   | Divize B             | 9. místo   |
| 2007/08                   | Divize B             | 5. místo   |
| 2008/09                   | Divize B             | 3. místo   |
| 2009/10                   | Divize B             | 2. místo   |
| 2010/11                   | Česká fotbalová liga | 8. místo   |
| 2011/12                   | Česká fotbalová liga | 5. místo   |
| 2012/13                   | Česká fotbalová liga | 8. místo   |
| 2013/14                   | Česká fotbalová liga | 5. místo   |
| 2014/15                   | Česká fotbalová liga | 17. místo  |
| 2015/16                   | Divize B             | 9. místo   |
| 2016/17                   | Divize B             | 9. místo   |
| 2017/18                   | Divize B             | 10. místo  |
| 2018/19                   | Divize B             | 6. místo   |
| 2019/20                   | Divize B             | 4. místo * |
| 2020/21                   | Divize B             | 7. místo * |
| 2021/22                   | Divize B             | 12. místo  |
| 2022/23                   | Divize B             | 5. místo   |
| 2023/24                   | Divize B             | 1. místo   |

- – sezóna nedohrána kvůli pandemii covidu-19